# مشعب
المُشعَّب حامل شموع بأذرع متعددة.

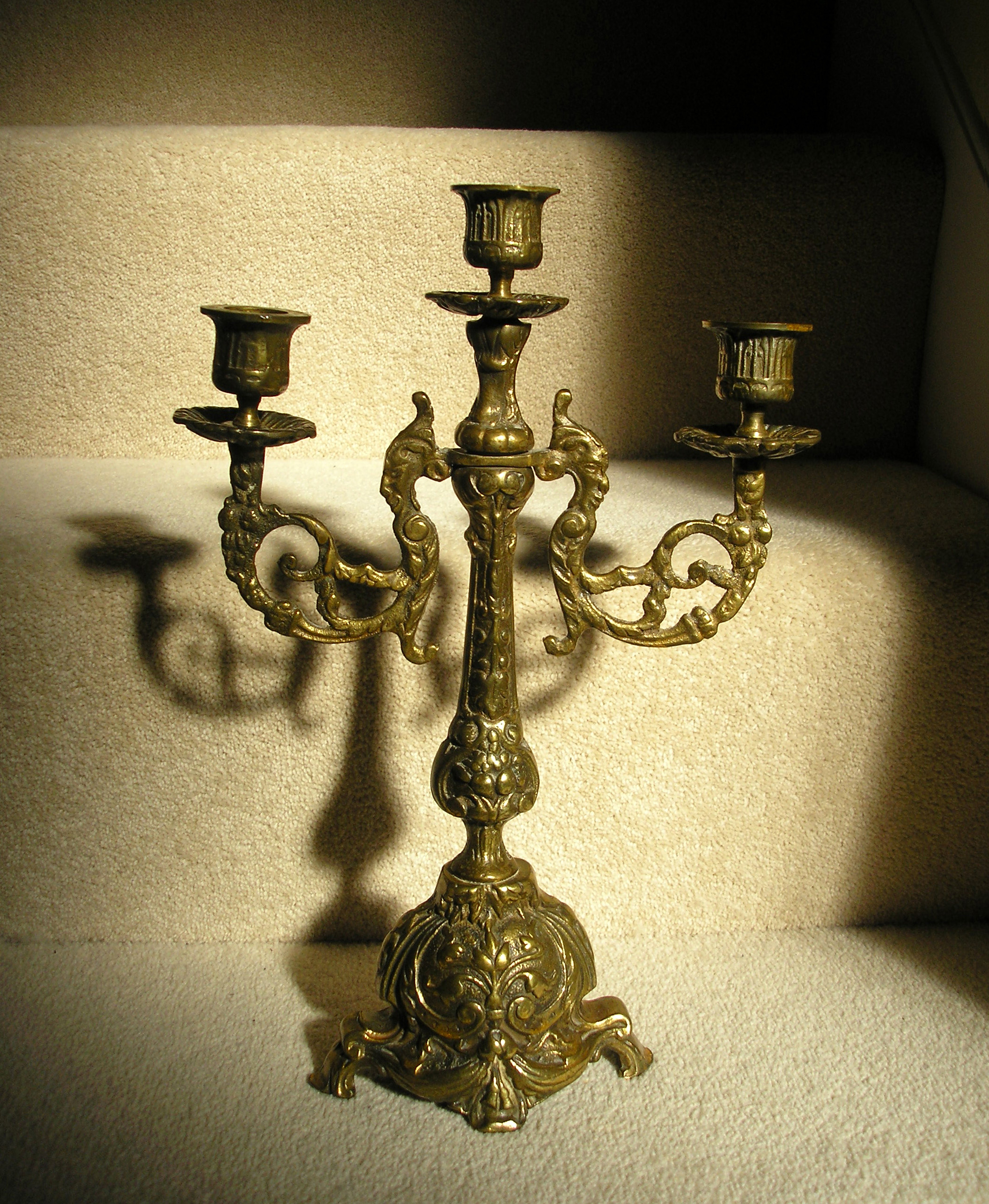
مشعب بثلاثة فروع لا شموعً فيه

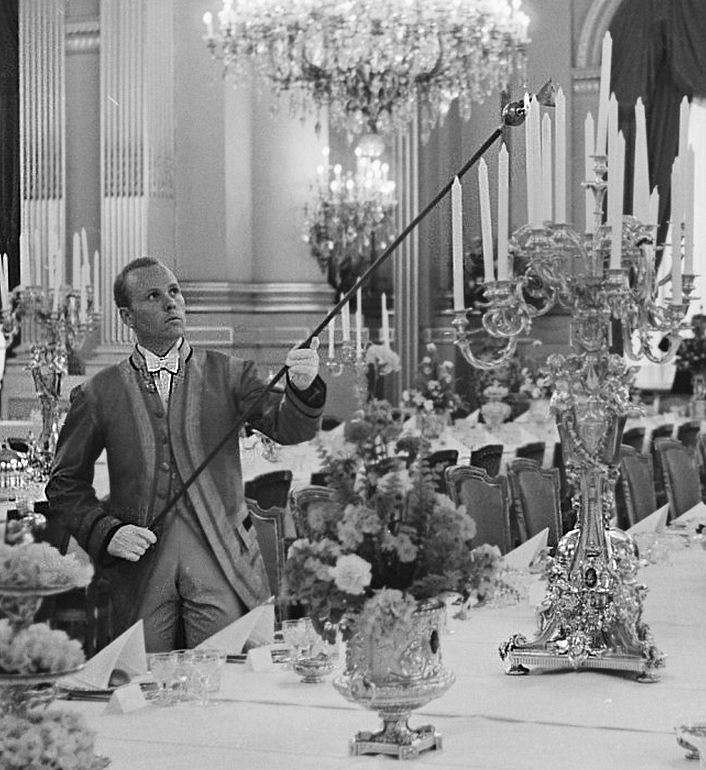
المُشعَّبات المستخدمة للمناسبات الرسمية في المحكمة البلجيكية (1960)

مع أن الكهرباء قد أحالت حاملات الشموع إلى الاستخدام الزخرفي إلا أن المصممين الداخليين يواصلون تصميم تصاميم إضاءة على طراز الشمعدانات والمُشعَّبات. وفقًا لذلك دخل مصطلح المُشعَّبات في الاستخدام الشائع لوصف مصابيح الإضاءة الصغيرة المستخدمة في الثريات وتركيبات الإضاءة الأخرى المصممة للزينة وكذلك الإضاءة.
الشمعدان في اليهودية وفي الديانة الفلبينية هو نوع خاص من المُشعَبَّات. تُستخدم المُشعَّبات أيضًا في بعض الهندسة المعمارية للكنيسة الكثلية الشرقية والشرقية الأرثوذكسية والطقوس البيزنطية من قبل الأساقفة.

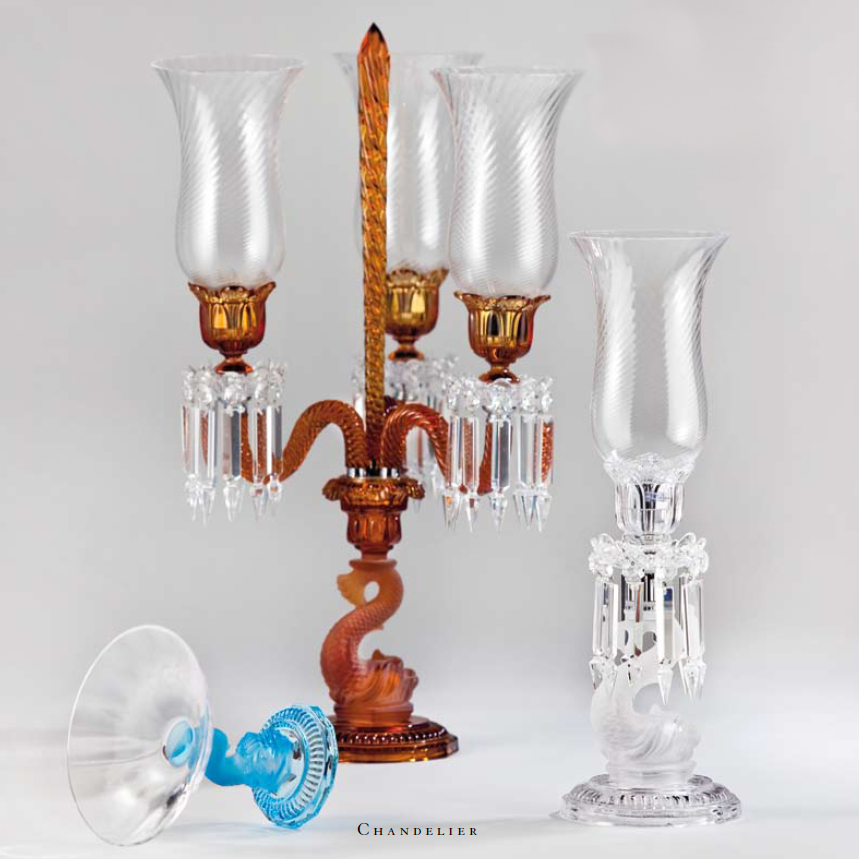
مشعب بلوري